# Fotbal na Ostrovních hrách 1989
Fotbal na Ostrovních hrách 1989 byl 1. oficiální ročník turnaje. Zúčastnilo se ho pět týmů, turnaj vyhrály Faerské ostrovy.

## Systém
Pět týmů hrálo systém každý s každým. Vyhrál vítěz skupiny.

## Zúčastněné týmy
- Faerské ostrovy
- Alandy
- Shetlandy
- Grónsko
- Anglesey

## Tabulka
| # | Tým             | Z | V | R | P | GF | GA | B | +/- |
| - | --------------- | - | - | - | - | -- | -- | - | --- |
|   | Faerské ostrovy | 4 | 4 | 0 | 0 | 20 | 1  | 8 | +19 |
|   | Anglesey        | 4 | 3 | 0 | 1 | 9  | 10 | 6 | –1  |
|   | Alandy          | 4 | 2 | 0 | 2 | 10 | 12 | 4 | –2  |
| 4 | Grónsko         | 4 | 1 | 0 | 3 | 4  | 8  | 2 | –4  |
| 5 | Shetlandy       | 4 | 0 | 0 | 4 | 1  | 13 | 0 | –12 |